# Tetragnatha cavaleriei
Tetragnatha cavaleriei är en spindelart som beskrevs av Schenkel 1963. Tetragnatha cavaleriei ingår i släktet sträckkäkspindlar, och familjen käkspindlar. Inga underarter finns listade i Catalogue of Life.